# Poggio Bagno Santo
Il Poggio Bagno Santo è un biotopo della provincia di Grosseto, in Toscana, nella Maremma meridionale.

## Territorio
Il Poggio Bagno Santo è una piccola collina situata sulla destra idrografica del medio corso dell'Albegna, di fronte al paese di Saturnia, nel comune di Manciano. Il versante meridionale si affaccia sull'alveo incassato del fiume con un fronte roccioso scosceso ed impervio.
Il biotopo si contraddistingue per un ambiente vegetazionale caratterizzato da specie forestali tendenzialmente mediterraneo-orientali non comuni in Toscana, come Cercis siliquastrum, Celtis australis, Pistacia terebinthus e Acer monspessulanum, che in quest'area trovano un ambito geopedologico e climatico per loro ottimale.
Sul potente affioramento di travertino che costituisce il piccolo rilievo esse raggiungono spesso dimensioni imponenti e arrivano a formare fitocenosi boschive chiuse con elevata naturalità. Questa tipologia di bosco risulta assolutamente peculiare a livello regionale ed in esso vivono numerose specie erbaceo-arbustive alcune delle quali rare Toscana. Sulle “croste” di travertino sono inoltre presenti aspetti tipici dell'habitat Alysso-Sedion albi, considerato prioritario a livello europeo (Direttiva 97/62/CE).
L'area limitrofa al Fiume Albegna rientra in parte nel SIR 121 “Medio corso del Fiume Albegna” di 1.995,24 ettari, e nel pSIC e ZPS omonimi (cod. pSIC-ZPS: IT51A0021); non sono presenti aree protette ai sensi della L 394/91 e LRT 49/95.

## Geomorfologia
Il Poggio del Bagno Santo deve il suo nome alla presenza di una piccola sorgente termale sul fianco occidentale della collina, in cui in passato era usanza andare a bagnarsi e a depositare “ex voto” e altri oggetti di significato religioso.
Esso è un piccolo rilievo raggiungente quota 286 m s.l.m. ed è lievemente allungato in senso nord-sud. Le pendici nord degradano dolcemente nel vasto pavimento travertinoso del Pian di Palma, mentre il versante sud termina con scogliere aspre e scoscese direttamente sul fiume Albegna. In questo tratto il fiume scorre quindi con dislivello accentuato in una gola stretta fra il Bagno Santo stesso e, sull'altra sponda, il versante nord del Poggio Pancotta (268 m) e il Poggio di Saturnia (294 m).
Come gran parte del territorio di Saturnia, il Bagno Santo è costituito interamente da travertino, una roccia carbonatica di ambiente continentale che si forma spesso allo sbocco di sorgenti termali con acque molto ricche di carbonato di calcio. Esso si deposita in banchi anche grazie all'azione di alghe e piante acquatiche. La discreta potenza della bancata travertinosa di Saturnia ha reso possibile l'utilizzazione di questa roccia, pregiata per rivestimenti e pavimentazioni, attraverso l'apertura di diverse piccole cave.
Sulla collina la rocciosità del terreno è ovunque elevata, sui fianchi con sfasciume, scogli scoscesi, fratture profonde e grandi blocchi di distacco, mentre sui pianori sommitali con pavimenti e “croste” finemente erosi.
Climaticamente l'area di Saturnia si colloca già al di fuori della fascia mesomediterranea a causa della sua posizione interna. L'ambito è invece schiettamente submediterraneo, con temperature media annue di circa 14 °C e precipitazioni attorno a 810 mm. A causa della sua scarsa capacità di ritenzione idrica, il travertino accentua e prolunga notevolmente l'aridità estiva.

## Flora
Il contesto pedoclimatico del biotopo è favorevole allo sviluppo di vegetazione forestale decidua a carattere termofilo. 
I fianchi della collina sono quasi del tutto coperti da un bosco da lungo tempo indisturbato, mentre la parte sommitale pianeggiante ospita un esteso fruticeto rado attraversato solo in primavera dal tradizionale pascolo ovino.
Il bosco del Bagno Santo è molto peculiare per la sua mescolanza di specie che conta tre alberi non comuni in Toscana, il bagolaro o spaccasassi (Celtis australis), l'albero di giuda (Cercis siliquastrum) e il terebinto (Pistacia terebinthus). 
Sui travertini di Saturnia queste piante trovano un ambito geopedologico ottimale e si sviluppano fino a raggiungere forme e dimensioni arboree davvero fuori dal comune. Le loro larghe chiome sono visibili a distanza frammiste a quelle dell'acero trilobo (Acer monspessulanum), della roverella (Quercus pubescens) e dell'orniello (Fraxinus ornus), anch'esse presenti con grandi alberi.
Nei punti ombrosi e negli anfratti freschi si aggiungono il fico selvatico (Ficus carica), e il carpino nero (Ostrya carpinifolia), mentre sul ciglio della scogliera che si affaccia sull'Albegna sono abbarbicate grandi e vetuste piante di leccio.
Lungo il corso del fiume il bosco si arricchisce di alberi mesofili come il tiglio selvatico (Tilia platyphyllos), l'acero opalo (Acer obtusatum), il nocciolo (Corylus avellana), e l'olmo (Ulmus minor).
Nel sottobosco umido e ombroso compaiono stazioni di iperico androsemo (Hypericum androsaemum) e della felce capelvenere (Adiantum capillus-veneris).
Il bosco a roverella, bagolaro, albero di giuda e terebinto è di chiara impronta submediterraneo-orientale (“illirica”) ma è ancora poco conosciuto sotto il profilo fitoscociologico e non riportato per la Toscana. Questo carattere illirico si ritrova anche nel fruticeto che si estende sulle parti sommitali, dove domina largamente la"marruca" (Paliurus spina-christi), un arbusto deciduo provvisto di terribili spine uncinate. Esso si associa ad alberelli di fillirea (Phillyrea latifolia) e di terebinto, con sparsi alberi di giuda, bagolari, alaterni (Rhamnus alternus) e pero mandorlino (Pyrus amygdaliformis).
Questo tipo di fitocenosi è stato recentemente descritto per i monti del Lazio meridionale con il nome di Pistacio terebinthi-Paliuretum spinae-christi ed ha molte affinità con il cosiddetto “skiblijak” tipico delle coste slave. Tuttavia, la sua presenza più a nord sul versante tirrenico non è ancora riportata nella letteratura geobotanica italiana. Sono per questo in corso ricerche di approfondimento.
Nelle chiarie del fruticeto e sulle “croste” di travertino sono infine sviluppati dei pratelli xerofitici molto ricchi di specie mediterranee annuali e geofitiche, in parte riferibili all'alleanza Alysso-Sedion albi che rappresenta un habitat prioritario a livello europeo (direttiva 97/62/CE).
Il corteggio floristico di questi ambienti naturali particolari è ricco e diversificato.
Nel bosco sui fianchi del rilievo è presente un rigoglioso sottobosco erbaceo legato ad una condizione di marcato ombreggiamento. Specie particolarmente interessanti di questo contingente sono la crucifera Cardamine graeca, che cresce rigogliosa sui massi di travertino assieme alla graziosa scrofulariacea Cymbalaria muralis, e alla liliacea Ornithogalum etruscum; qui è frequente anche Theligonum cynocrambe.
Nel bosco compaiono l'ombrellifera Myrrhoides nodosa, una pianta qui verso il limite settentrionale del suo areale italiano, e numerose altre come Arabis turrita, Parietaria officinalis, Moehringia trinervia, Allium subhirsutum, Geranium lucidum e Vicia grandiflora.
Nei punti più luminosi si concentrano molte specie mediterranee, annuali o geofitiche, prevalentemente calcicole. Sulle croste travertinose troviamo Centranthus calcitrapa, Campanula erinus, Biscutella mollis, Muscari commutatum, Legousia hybrida, Euphorbia spinosa, Euphorbia exigua, Alyssum alyssoides, Helianthemum apenninum, Teucrium flavum, Sedum caespitosum, Sedum album, Sedum rubens, Serratula cichoracea, Cephalaria leucantha, Allium pallens, Orobanche ramosa ssp. nana e diverse orchidacee (Orchis simia, O. tridentata, O. coriophora, Ophrys bertolonii, O. holosericea, O. apifera, Serapias lingua, S. neglecta e altre).
Infine sono da menzionare le stazioni di Hypericum androsaemum e della felce Adiantum capillus-veneris presenti lungo il corso dell'Albegna in punti ombrosi e umidi fra le rocce di travertino. Lungo il greto compare sporadicamente anche l'asteracea endemica Santolina etrusca.